# Pirátská strana (Finsko)
Pirátská strana  (finsky Piraattipuolue, švédsky Piratpartiet) je registrovaná politická strana ve Finsku. Podle místopředsedy strany Marka Nečady je většina z celkového počtu skoro 4000 členů tzv. mrtvé duše, které jsou v registru, ale nemají hlasovací práva. Počet členů klesl v roce 2019 na 173 platících členů.
Předsedkyní strany strany je od září 2020 Riikka Nieminenová. Strana je členem Pirátské internacionály a Evropské Pirátské Strany.

## Volební výsledky

### Parlamentní volby
| Rok  | Mandáty | Počet hlasů | Podíl hlasů |
| ---- | ------- | ----------- | ----------- |
| 2011 | 0       | 15 103      | 0,51%       |
| 2015 | 0       | 25 105      | 0,85%       |
| 2019 | 0       | 19 032      | 0,62%       |

### Volby do Evropského parlamentu
| Rok  | Mandáty | Počet hlasů | Podíl hlasů | Ref.  |
| ---- | ------- | ----------- | ----------- | ----- |
| 2014 | 0       | 12 355      | 0,7%        |       |
| 2019 | 0       | 12 579      | 0,7%        | [ 6 ] |

### Komunální volby
| Rok  | Mandáty | Počet hlasů | Podíl hlasů | Ref.  |
| ---- | ------- | ----------- | ----------- | ----- |
| 2012 | 0       | 5986        | 0,2%        |       |
| 2017 | 2       | 9075        | 0,4%        | [ 7 ] |

## Předsedové
- Carl E. Wahlman (2008)
- Pasi Palmulehto (2008–2012)
- Harri Kivistö (2012–2014)
- Tapani Karvinen (2014–2016)
- Jonna Purojärviová (2016–2018)
- Petrus Pennanen (2018–2019)
- Pekka Mustonen (2019–2020)
- Riikka Nieminenová (2020–)